# Phryno clathrata
Phryno clathrata là một loài ruồi trong họ Tachinidae.